# گاسپار دی پورتالا
گاسپار دی پورتولا (Gaspar de Portolá) (۱۷۱۶ – ۱۷۸۶ میلادی)، افسر ارتش اسپانیایی بود که برای رهبری مأموریت اکتشافی پورتولا به‌سوی کالیفرنیا و خدمت به عنوان نخستین فرماندار کالیفرنیاس شناخته می‌شود. بنیان‌گذاری شهرهای مهم کالیفرنیا مانند سن دیگو و مونته‌ری و همچنین نام‌گذاری ویژگی‌های جغرافیایی در سراسر کالیفرنیا که هنوز هم پابرجا است، در جریان مأموریت اکتشافی او انجام شد.

## اوایل زندگی
گاسپار دی پورتولا یی رویرا (به زبان کاتالانی: Gaspar Portolà i Rovira) در ۱ ژانویه ۱۷۱۶ در یک خانواده دارای درجه پایین اشرافیت کاتالانی در منطقه اوس دو بالاگور، کاتالونیا به‌دنیا آمد.
گاسپار به عنوان یک سرباز ارتش اسپانیا در ایتالیا و پرتغال خدمت کرد. او در ۱۷۳۴ میلادی درجه نظامی پرچم‌دار و در ۱۷۴۳ میلادی درجه نظامی ستوان را به‌دست‌آورد.
پس از اخراج یسوعی‌ها از امپراتوری اسپانیا، به پورتولا مأموریت سپرده شد تا یسوعی‌ها را از پایگاه‌های تبلیغ مذهبی اسپانیا در باخا کالیفرنیا دور نماید. پس از مأموریت، او اطمینان داد که پایگاه‌های تبلیغ مذهبی به فرانسیسکن‌ها و فرقه دومینیکن تسلیم داده شده‌است.

## مأموریت اکتشافی به لاس کالیفرنیاس
اسپانیا با هراس از اینکه مبادا ساحل سمت اقیانوس آرام شبه‌جزیره‌ی باخا کالیفرنیاس توسط قدرت‌های خارجی دیگر تصرف شود، ماموریت‌های مذهبی و سایر پایگاه‌ها را در این منطقه تأسیس کرد. انگلیسی‌ها که مستعمراتی در ساحل شرقی این قاره و شمال منطقه‌ای که اکنون به نام کانادا شناخته می‌داشتند، نیز کاشف‌های را به اقیانوس آرام گسیل داشتند. صیادهای خز اهل روسیه از سمت شرق سیبری به سوی تنگه برینگ و جزایر آلیوتی و فراتر از آن فشار می‌آوردند.
قاصدهای که در ۲۳ ژانویه میان شاه کارلوس و نائیب‌السلطنه مبادله شد، راه را برای گسترش کنترل اسپانیا در ساحل اقیانوس آرام و تأسیس مستعمرات و ماموریت‌ها در خلیج سن دیگو و خلیج مونته‌ری که قبلاً کشف گردیده و در گزارش‌های کاشف‌های پیشین خوان کابریلو و سباستین ویزکینو توصیف شده بود، هموار ساخت. ویزکینو نقشه خط ساحلی کالیفرنیا را در ۱۶۰۲ میلادی به سمت شمال تا مونته‌ری ارایه نموده بود، اما به دلیل اینکه کاشف‌های پیشین هیچ لنگرگاه خوب که کشتی‌های اسپانیایی بتواند برای مدت دوامدار لنگر انداخته و به تجارت میان آسیا و مکزیک بپردازند نیافته بودند، هیچ زیستگاه اسپانیایی قابل توجه یا حتی ایستگاه تجارتی بر مبنای آن نقشه‌ها ایجاد نگردید: خلیج مونته‌ری که هم توسط کابریلو و هم توسط ویزکینو توصیف شده بود، در معرض جریان‌ها و بادهای شدید قرار داشت.
در ماه می ۱۷۶۸، سر مفتش عمومی اسپانیا، خوسی دی گالویز، روند برگزاری یک سفر اکتشافی از طریق دریا و زمین را آغاز کرد. پورتولا به عنوان «فرماندار کالیفرنیاس» گماشته شده و صلاحیت کامل به وی اعطاء گردید. خونیپیرو سیرا که رهبر مبلغان فرانسیسکن در این سفر اکتشافی بود، مسئولیت امور مذهبی را برعهده گرفت. واحدهای اعزام شده از طریق دریا و زمین قرار بود در خلیج سن دیگو باهم یکجا شوند.
نخستین کشتی، سان کارلوس در ۱۰ ژانویه ۱۷۶۹ از لاپاز و کشتی دومی، سان انتونیو در ۱۵ فوریه از کابو سن لوکاس سفر اکتشافی خود را آغاز نمودند. همزمان، عناصر مختلف از گروه سفر زمینی شروع به حرکت به سمت شمال لورتو، باخا کالیفرنیا سور نمودند. سفر اکتشافی زمینی در ویلیکاتا گردهم آمدند و سیرا نخستین پایگاه جدید خود را در آنجا تأسیس کرد. از آنجا، بر اساس برنامه پورتولا سفر زمینی به دو گروه تقسیم شد. گروه پیشتاز که مسئولیت ساختن یک گاری دنباله‌دار و آرام کردن مردمان بومی را برعهده داشت، توسط کاپیتان فرناندو رویرا یی مونکادا رهبری می‌شد و در ۲۴ مارس ویلیکاتا را ترک کرد. کشیش خوان کریسپی به عنوان خاطرات نویس فرانسیسکن‌ها، همراه با رویرا بود. گروهی که توسط پورتولا رهبری می‌شد و شامل خونیپیرو سیرا (رئیس مبلغان مذهبی) و ترکیبی از مبلغان مذهبی، ساکنین و سربازان کت-چرمی، از جمله خوسی رایموندو کاریلو بود، به تاریخ ۱۵ می ویلیکاتا را ترک نمود. خونیپیرو سیرا در جریان این سفر دو پایگاه دیگر نیز تأسیس کرد: سن دیگو دی آلکالا را در ۱۶ ژوئیه ۱۷۶۹ و پایگاه سان سن کارلوس بورومیو دی کارمیلو را در ۳ ژوئن ۱۷۷۰.
رویرا در ماه می در منطقه سن دیگو امروزی رسید، یک کمپ در این ناحیه تأسیس کرد که امروزه به‌نام اولد تاون یاد می‌شود و منتظر رسیدن دیگران ماند. به‌خاطر اشتباه محاسباتی ویزکینو در تشخیص عرض جغرافیایی لنگرگاه سن دیگو، کشتی‌ها از این لنگرگاه عبور نموده و قبل از اینکه راه برگشت خود را پیدا کنند، در یک فاصله بسیار دور در سمت شمال لنگر انداختند. کشتی سان انتونیو در ۱۱ آوریل رسید و کشتی سان کارلوس، نخستین کشتی که لا پلاز را ترک کرده بود، با بادها و طوفان‌های شدید در جریان سفر مواجه شده و در ۲۹ آوریل رسید. به‌خاطر سفر طاقت فرسای که کشتی‌ها داشتند، بیشتر افراد درون کشتی به بیماری اسکوربوت مبتلا شده بودند و یک تعداد زیاد آنها وفات نمودند. از مجموع ۲۱۹ نفری که باخا کالیفرنیا را ترک نموده بودند، تنها اندکی بیش از ۱۰۰ نفر حالا زنده بودند.
پورتولا و گروه وی که شامل خوان کریسپی، ۶۳ سرباز کت-چرمی و ۱۰۰ قاطر بار شده از اسباب سفر بود، بسیار مشتاق به رسیدن هرچه زودتر به خلیج مونته‌ری بودند و در ۱۴ ژوئیه ۱۷۶۹ حرکت به سمت شمال را آغاز نموده و روزانه دو تا چهار لیگ (۱ لیگ = ۲٫۶ مایل) را طی می‌نمودند. این سفر اکتشافی یک زمین لرزه در دریای سانتا آنا را در ۲۸ ژوئیه ثبت نمودند. در ۲۹ ژوئیه، آنها به منطقه امروزی فولرتون، کالیفرنیا در هیلکریست پارک رسیدند. در ۳۰ ژوئیه، این سفر اکتشافی هنگام گذشتن از لا هابرا (لنگرگاه شمالی بولیوارد) از پونت هیلز عبور کردند. آنها به سمت شمال غرب به‌سوی دریایی سن گابریل (در نزدیکی ال مونته) حرکت کردند و برای گذشتن از دریا یک پل ساختند. این پل (که در خاطرات کریسپی از آن به‌نام «لا پونت» یادآوری می‌شود) امروزه به نام شهری در نزدیک آن، لا پونت، یادبود می‌گردد. آنها در ۲ اوت به منطقهٔ رسیدند که امروزه به‌نام لاس آنجلس یاد می‌گردد (مکانی که دریای لس آنجلس و دریای آرویو سیکو باهم یکجا می‌شوند). روز بعدی، آنها به تندی با پیروی از رد پای هندی‌ها از مکانی گذشتند که بعداً به ویلشایر بولیوارد معروف گردیده و حالا به‌نام سنتا مونیکا یاد می‌گردد. آنها برای مدتی در ناحیه ساوگوس که حالا بخشی از سانتا کلاریتا است می‌چرخیدند، در ۱۹ اوت به‌جای رسیدند که بعداً معروف به سانتا باربارا شد و در ۱۳ سپتامبر به ساحهٔ رسیدند که امروزه به‌نام سن سیمن یاد می‌گردد. آنها که به علت شیب بیش از حد و دشوار بودن اراضی نتوانستند در این منطقه اقامت نمایند، دوباره از ساحل به سمت زمین دور شدند. آنها حرکت به سمت دره سن انتونیو را آغاز نموده و به تاریخ ۱ اکتبر، گروه پورتولا از کوه‌های سانتا لوکیا بالا رفتند و به دهانه دریای سالیناس رسیدند.
پس از طی نمودن ۴۰۰ مایل (۶۴۰ کیلومتر) از سن دیگو و حدود ۱٬۰۰۰ مایل (۱٬۶۰۰ کیلومتر) از ویلیکاتا، آنها در نهایت به خلیجی رسیدند که به دنبالش بودند.